# 巴南区

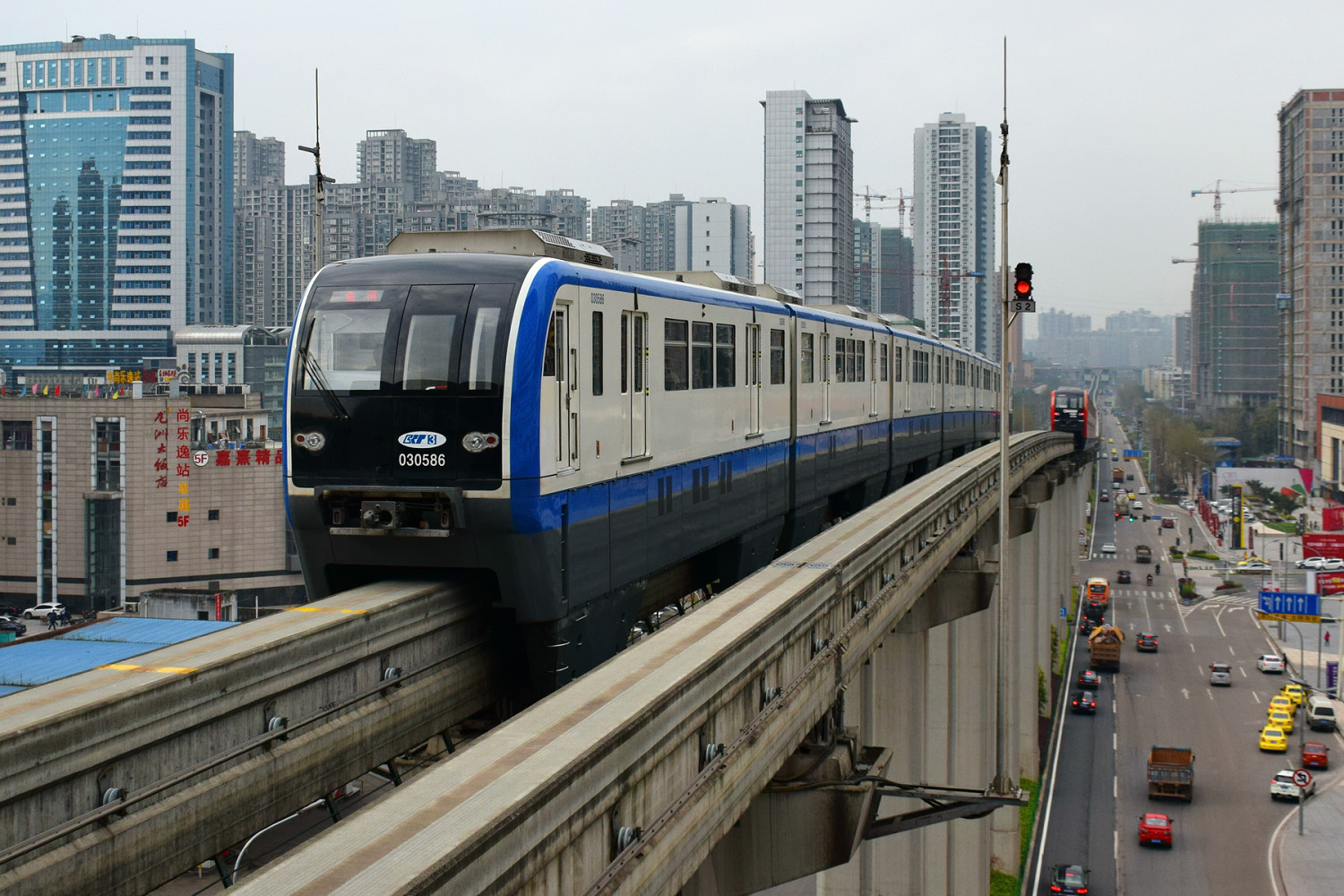
一列重庆轨道交通3号线单轨列车正在进入学堂湾站。

巴南区是重庆市的市辖区，是主城九区之一。原为巴县，历史悠久，历史上曾经是重庆政府的驻地，著名革命志士邹容就是巴县人，区政府驻地在龙洲湾街道（由鱼洞街道迁来）。

## 历史
周慎靓王五年（公元前316年）秦灭巴国，周赧王元年（公元前314年）秦在巴国旧域设县治理，江州县为其一，隶于巴郡。南齐永明五年（公元487年），改江州县为垫江县，北周武成三年（561年）又改垫江县为巴县，并废枳县入于巴县。
國府時期的很長一段時間內，巴縣都是重慶的工業中心和富人區。抗戰時重慶遭受大轟炸，渝中半島被日軍炸為平地，中央國民政府實際駐地便在巴南區。中華人民共和國成立後，商業中心北移，巴南區經濟退出重慶市前三位，1994年12月，撤县建立巴南区。

## 自然地理
巴南区地形以丘陵为主，低山次之，平地极少，分别占总幅员面积的62.27%、32.99%和4.64%。地势南高北低，北部边缘的麻柳嘴镇华光村冉家湾海拔154米，为区的最低点，东南边境的石滩镇方斗山海拔1132.60米，为最高点。境内山峦起伏，多数为1000米以下的低山，有云篆山、燕尾山脉、樵坪山、白庙子山、天井坪山脉、桃子荡山脉、茶坪山脉、丰盛山脉、石油沟山脉、太公山山脉、石岭岗山脉11座山和山脉。
全区雨量充沛，多年平均地表水径流量10.56亿立方米，地下水补给量1.05亿立方米，长江过境水流1.70亿立方米，另有流经境内的五布河等大小河流10余条，全境流域总面积1700多平方公里。
矿产资源数十种，曾先后开发利用的有原煤、铁矿、石油、天然气、页岩、石灰石、白云石、石英砂、钾土、砂金、地热水等。现有多家页岩砖厂，对页岩的开发利用数量较大；地热水的出水点较多，已有东泉、南泉、桥口坝等地多处开发利用；石灰石、白云石、石英砂和钾土、砂金等资源的开采，成为当地村民利用矿产开发致富的优势资源。

## 行政区划
巴南区下辖9个街道办事处、14个镇：
龙洲湾街道、鱼洞街道、花溪街道、李家沱街道、南泉街道、一品街道、南彭街道、惠民街道、莲花街道、界石镇、安澜镇、圣灯山镇、木洞镇、双河口镇、麻柳嘴镇、丰盛镇、二圣镇、东温泉镇、姜家镇、天星寺镇、接龙镇、石滩镇和石龙镇。

### 1993年巴縣的調整
四川省人民政府川府民政(1993)49號《關於巴縣區鄉鎮建制調整的批覆》
- (一)撤銷銅罐驛、白市驛，虎溪、青木關、長生橋、不洞、姜家，接龍、一品，界石等十個區公所
- (二)撤銷元明、陶家，跳蹬、長石、松嶺，巴碯，走馬、主風、含谷，虎溪，曾家。止主。西永、五屏，新店子，鳳凰，回龍壩、保農、三橋、天文、鹿角、樵坪、迎龍、東永、惠民、木洞、長坪、仰山、棟青、豐盛、馬家、雙河口、羊鹿、麻柳嘴、天池．姜家、太和、竹林、二聖、天坪、五布、東泉、雙勝、天賜、蘆溝、接龍、南沱、小觀、花石、石灘、石龍、長嶺崗、安瀾、跳石、石林、石廟、百節、南彭、月華、公平等六十個鄉和白沙沱鎮。
- (三)新建三十六個鎮：

1. 陶家鎮，鎮人民政府駐陶家場。轄原陶家鄉所屬行政區域。
2. 跳蹬鎮，鎮人民政府駐跳蹬場。轄原跳蹬鄉、白沙沱鎮所屬行政區域。
3. 巴福鎮，鎮人民政府駐巴福場。轄原巴福鄉所屬行政區域。
4. 走馬鎮，鎮人民政府駐走馬場。轄原走馬鄉所屬行政區域。
5. 金鳳鎮，鎮人民政府駐金鳳場。轄原金鳳鄉所厲行政區域。
6. 含谷鎮，鎮人民政府駐含穀場。轄原含谷鄉所屬行政區域。
7. 曾家鎮，鎮人民政府駐曾家場。轄原曾家鄉所屬行政區域。
8. 虎溪鎮，鎮人民政府駐虎溪場。轄原虎溪鄉所屬行政區域。
9. 西永鎮，鎮人民政府駐西永場。轄原西永鄉所屬行政區域。
10. 土主鎮，鎮人民政府駐土主場。轄原土主鄉所屬行政區域。
11. 鳳凰鎮，鎮人民政府駐鳳凰場。轄原鳳凰鄉所屬行政區域。
12. 回龍壩鎮，鎮人民政府駐興隆場。轄原回龍壩鄉、三橋鄉、保農鄉所屬行政區域。
13. 鹿角鎮，鎮人民政府駐鹿角場。轄原鹿角鄉、樵坪鄉所屬行政區域。
14. 迎龍鎮，鎮人民政府駐迎龍場。轄原迎龍鄉所屬行政區域。
15. 惠民鎮，鎮人民政府駐惠民場。轄原惠民鄉、東永鄉所屬行政區域。
16. 青山鎮，鎮人民政府駐仰山場。轄原仰山鄉、棟青鄉所屬行政區域。
17. 豐盛鎮，鎮人民政府駐豐盛場。轄原豐盛鄉、馬家鄉所屬行政區域。
18. 雙河口鎮，鎮人民政府駐雙河口場。轄原雙河口鄉、羊鹿鄉所屬行政區域。
19. 麻柳嘴鎮，鎮人民政府駐麻柳嘴場。轄原麻柳嘴鄉、大池鄉所屬行政區域。
20. 二聖鎮，鎮人民政府駐二聖場。轄原-：聖鄉、大坪鄉所履行政區域。
21. 五布鎮，鎮人民政府駐五布場。轄原五布鄉所屈行政區域。
22. 東泉鎮，鎮人民政府駐東泉場。轄原東泉鄉，雙勝鄉聽屬行政區域。
23. 姜家鎮，鎮人民政府駐姜家場。轄原姜家鄉所屬行政區域。
24. 天星寺鎮，鎮人民政府駐太和場。轄原太和鄉、竹林鄉所屬行政區域。
25. 天賜鎮，鎮人民政府駐天賜場。轄原天賜鄉、蘆溝鄉所屬行政區域。
26. 接龍鎮，鎮人民政府駐塘邊壩。轄原按龍鄉，南沱鄉聽厲行政區域。
27. 小觀鎮，鎮人民政府駐小現場。轄原小觀鄉所屬行政區域。
28. 花石鎮，鎮人民政府駐花石場。轄原花石鄉所屬行政區域。
29. 石龍鎮，鎮人民政府駐石龍場。轄原石龍鄉：長嶺崗鄉所屬行政區域。；
30. 石灘鎮，鎮人民政府駐石灘場，轄原石灘鄉所屬行政區域。
31. 安瀾鎮，鎮人民政府駐安瀾場。轄原安瀾鄉所屬行政區域。
32. 跳石鎮，鎮人民政府駐跳石場。轄原跳石鄉、石林鄉所屬行政區域。
33. 聖燈山鎮，鎮人民政府駐石廟場。轄原石廟鄉所屆行政區域。
34. 百節鎮，鎮人民政府駐百節場。轄原百節鄉所屬行政區域。
35. 南彭鎮，鎮人民政府駐南彭場。轄原南彭鄉、月華鄉所屬行政區域。
36. 公平鎮，鎮人民政府駐公平場；轄原公平鄉所屬行政區域。

- (四)擴大五個鎮和一個鄉的行政區域。

1. 西彭鎮，將原元明鄉、長石鄉所屬行政區域劃歸西彭鎮管轄。
2. 白市驛鎮，將原松嶺鄉所屬行政區域劃歸白市驛鎮管轄。
3. 陳家橋鎮，將原玉屏鄉所屬行政區域劃歸陳家橋鎮管轄。
4. 長生橋鎮，將原天文鄉所屬行政區域劃歸長生橋鎮管轄。
5. 木洞鎮，將原木洞鄉、長坪鄉所屬行政區域劃歸木洞鎮管轄。
6. 中梁鄉，鄉人民政府駐地新店子，將原新店子鄉所屬行政區域劃歸中梁鄉管轄。

- (五)保留銅罐驛、青木、廣陽、一品、界石、魚洞等六鎮和石板、清溪、清和、涼水、雙新、和平橋、白鶴塘、龍崗、陳家、仁流、南龍、忠興、石崗等十三鄉，其政府駐地和行政區域不變。

### 1994年巴南區成立的調整
1994年12月17日經國務院批准撤縣建立巴南區，1995年1月18日重慶市政府行文通知，巴南區轄原巴縣的魚洞、鹿角、惠民、林洞、青山、豐盛、雙河口、麻柳嘴、二聖、五布、樂泉、姜家、天星寺、天賜、接龍、小觀、花石、石龍、石灘、一品、安瀾、跳石、聖燈山、百節、界石、南彭、公平27個鎮和清溪、清和、白鶴塘、涼水、雙新、和平橋、龍崗、陳家、仁流、南龍、忠興、石崗12個鄉，從九龍坡區劃入的李家沱、土橋２個街道辦事處和花溪、南泉2個鎮。1995年2月28日正式成立。
- 長生橋、迎龍、廣陽3個鎮及九龍坡區劃入的花溪鎮二塘村劃入南岸區。
- 陳家橋、曾家、虎溪、西永、土主、青木關、鳳凰、回龍壩8個鎮和中梁鄉劃入沙坪壩區。
- 跳蹬鎮劃入大渡口區。
- 西彭、銅罐驛、陶家、白市驛、巴福、走馬、金鳳、含谷8個鎮和石板鄉劃入九龍坡區。

### 2001年巴南區的調整
2001年7月12日，重慶市人民政府（渝府[2001]140號）同意巴南區將2個街道辦事處、29個鎮、12個鄉調整為2個街道辦事處、19個鎮。調整後，街道辦事處和鎮平均面積由調整前的42.4平方千米擴大至86.9平方千米，平均人口由調整前的20028人增至41009人。
- 一、撤銷土橋街道和魚洞、百節、鹿角、公平、青山、小觀、花石、五布、天賜、聖燈山等10個鎮及清溪、和平橋、雙新、涼水、清和、白鶴塘、忠興、石崗、陳家、仁流、龍崗、南龍等12個鄉。
- 二、擴大14個鎮的行政區域

1. 花溪鎮：政府駐地花溪新村5號，管轄原土橋街道和花溪鎮所屬行政區域。面積47.61平方千米，總人口77554人，其中非農業人口43872人，轄11個行政村，23個居委會。
2. 南泉鎮：政府駐地南泉正街68號，管轄原南泉鎮和鹿角鎮所屬行政區域。面積84.46平方千米，總人口42679人，其中非農業人口5210人，轄18個行政村，4個居委會。
3. 界石鎮：政府駐地界石場，管轄原界石鎮和公平鎮（除蔣家坪村外）所屬行政區域。面積60.36平方千米，總人口38845人，其中非農業人口6137人，轄15個行政村，4個居委會。
4. 南彭鎮：政府駐地南彭場，管轄原南彭鎮、忠興鄉、石崗鄉所屬行政區域。面積126.9平方千米，總人口54109人，其中非農業人口1842人，轄26個行政村，4個居委會。
5. 木洞鎮：政府駐地木洞場，管轄原木洞鎮、青山鎮所屬行政區域。面積104.3平方千米，總人口46194人，其中非農業人口7159人，轄28個行政村，8個居委會。
6. 麻柳嘴鎮：政府駐地麻柳嘴場，管轄原麻柳嘴鎮、清溪鄉所屬行政區域。面積77.94平方千米，總人口27735人，其中非農業人口856人，轄16個行政村，1個居委會。
7. 東泉鎮：政府駐地東泉場，管轄原東泉鎮、五布鎮、天賜鎮、清和鄉（除洞子壩村、大園村外）所屬行政區域。面積122.7平方千米，總人口38846人，其中非農業人口2483人，轄26個行政村，6個居委會。
8. 姜家鎮：政府駐地姜家場，管轄原姜家鎮、白鶴塘鄉所屬行政區域。面積80.36平方千米，總人口24198人，其中非農業人口1591人，轄14個行政村，2個居委會。
9. 接龍鎮：政府駐地接龍場，管轄原接龍鎮、小觀鎮、和平橋鄉、雙新鄉、涼水鄉（除雙寨村外）所屬行政區域。面積151.53平方千米，總人口49281人，其中非農業人口2699人，轄29個行政村，2個居委會。
10. 石灘鎮：政府駐地石灘場，管轄原石灘鎮、花石鎮的鹽井村、天台村和涼水鄉的雙寨村所屬行政區域。面積47.43平方千米，總人口14436人，其中非農業人口332人，轄8個行政村，1個居委會。
11. 石龍鎮：政府駐地石龍場，管轄原石龍鎮、花石鎮（鹽井村、天台村除外）和清和鄉的洞子壩村、大園村所屬行政區域。面積110.79平方千米，總人口32521人，其中非農業人口963人，轄19個行政村，2個居委會。
12. 一品鎮：政府駐地一品場，管轄原一品鎮、公平鎮蔣家坪村所屬行政區域。面積57.94平方千米，總人口22887人，其中非農業人口4296人，轄8個行政村，2個居委會。
13. 跳石鎮：政府駐地跳石場，管轄原跳石鎮、陳家鄉、聖燈山鎮和仁流鄉的肖家村、大佛村所屬行政區域。面積136.34平方千米，總人口38976人，其中非農業人口1270人，轄24個行政村，3個居委會。
14. 安瀾鎮：政府駐地安瀾場，管轄原安瀾鎮、仁流鄉（除肖家村、大佛村外）、龍崗鄉和南龍鄉所屬行政區域。面積122.42平方千米，總人口41179人，其中非農業人口1824人，轄26個行政村，5個居委會。

- 三、新建魚洞街道辦事處。辦事處駐地魚洞魚輕路27號，管轄原魚洞鎮、百節鎮所屬行政區域。面積96.71平方千米，總人口148912人，其中非農業人口103050人，轄25個行政村，27個居委會。
- 四、保留李家沱街道辦事處和惠民、雙河口、豐盛、二聖、天星寺等5個鎮行政區域不變。

2002年11月20日，將石龍鎮後溝村劃歸石灘鎮管轄。
調整後，石龍鎮面積106.31平方千米，總人口31189人；石灘鎮面積52.09平方千米，總人口15768人（渝府[2002]193號）。 　　
2002年，巴南區轄2個街道辦事處（李家沱、漁洞）、19個鎮（花溪、南泉、惠民、木洞、麻柳嘴、雙河口、豐盛、東泉、姜家、天星寺、二聖、接龍、石灘、石龍、一品、安瀾、跳石、界石、南彭），76個居委會、341個行政村。2002年末戶籍總人口85.73萬人，其中非農業人口23.71萬人。 　　
2008年，全區轄2個街道、19個鎮：魚洞街道、李家沱街道、花溪鎮、南泉鎮、界石鎮、一品鎮、南彭鎮、惠民鎮、安瀾鎮、跳石鎮、木洞鎮、雙河口鎮、麻柳嘴鎮、豐盛鎮、二聖鎮、東泉鎮、姜家鎮、天星寺鎮、接龍鎮、石灘鎮、石龍鎮。區政府駐魚洞街道。

### 2009年巴南區的調整
重慶市人民政府《關於巴南區行政區劃調整的批覆》（渝府[2009]33號二○○九年三月二日）
 
巴南區人民政府： 　　你區《關於鎮街行政區劃建制調整的請示》（巴南府文[2009]30號）收悉。市政府原則同意你區行政區劃調整方案。現批覆如下：
一、撤銷5個鎮 　　花溪鎮、南泉鎮、南彭鎮、惠民鎮、一品鎮。
二、調整2個街道的行政區域範圍  
- （一）李家沱街道：轄原李家沱街道（陳家灣社區除外）行政區域和原花溪鎮的其龍村、群樂村、光明村和其龍社區。調整後，李家沱街道幅員面積為11.2平方公里，辦事處駐李家沱林蔭村205號（原址）。
- （二）魚洞街道：轄原魚洞街道（解放村、獨龍橋村、紅爐村、團結村、盤龍村、沿河村、橋口壩村和梅家梁社區、百節社區除外）行政區域。調整後，魚洞街道幅員面積55.6平方公里，辦事處駐魚洞魚輕路27號（原址）。

三、設立6個街道  
- （一）龍洲灣街道：轄原魚洞街道的解放村、獨龍橋村、紅爐村、團結村、盤龍村、沿河村、梅家梁社區、百節社區以及原花溪鎮的道角村。調整後，龍洲灣街道幅員面積為39.5平方公里，辦事處駐渝南大道。
- （二）花溪街道：轄原花溪鎮（道角村、其龍村、群樂村、光明村和其龍社區除外）行政區域和原李家沱街道的陳家灣社區。調整後，花溪街道幅員面積為33.5平方公里，辦事處駐花溪新村5號（原花溪鎮政府駐地）。
- （三）南泉街道：轄原南泉鎮行政區域。調整後，南泉街道幅員面積為84.5平方公里，辦事處駐鹿角場富源街67號（原南泉鎮政府駐地）。
- （四）南彭街道：轄原南彭鎮行政區域。調整後，南彭街道幅員面積為126.9平方公里，辦事處駐南忠路40號（原南彭鎮政府駐地）。
- （五）惠民街道：轄原惠民鎮行政區域。調整後，惠民街道幅員面積為63.2平方公里，辦事處駐惠民正街115號（原惠民鎮政府駐地）。
- （六）一品街道：轄原一品鎮行政區域和原魚洞街道的橋口壩村。調整後，一品街道幅員面積為58.9平方公里，辦事處駐一品新街16號（原一品鎮政府駐地）。

四、保留14個鎮的行政區域和政府駐地不變：界石鎮、木洞鎮、雙河口鎮、麻柳嘴鎮、豐盛鎮、二聖鎮、東溫泉鎮、姜家鎮、天星寺鎮、接龍鎮、石灘鎮、石龍鎮、跳石鎮、安瀾鎮。

調整後，巴南區共轄22個鎮街，其中14個鎮、8個街道。

## 交通

### 公路
- 210国道、 348国道。
- 重庆绕城高速、 包茂高速、 兰海高速、 石渝高速、重庆内环快速。

### 铁路
- 中国国铁南彭站，巴南站
- 重庆轨道交通2号线，3号线，18号线

## 文化旅游

### 全国重点文物保护单位
- 南泉抗战旧址群

### 主要景点
- 南温泉风景区
- 东温泉风景区
- 桥口坝温泉风景区
- 圣灯山森林公园
- 云篆山森林公园
- 樵坪山庄
- 蒋介石故居
- 孔祥熙故居
- 丰盛古镇

## 经济
巴南区既是工业大区，又是农业大区。重要企业有重庆大江集团，重庆长安铃木公司，宗申产业集团，重庆机床厂，重庆华陶养瓷业，重庆万里蓄电池股份有限公司，重庆渝港钛白粉股份有限公司，重钢集团钢管有限责任公司等全国知名的大中型企业。名优农副产品有木洞蜜枣、木洞油酥鸭、五布柚、二圣茶叶、石林茶叶等。

## 教育
巴南区内高校有：
- 重庆理工大学花溪校区（位于李家沱红光）；
- 重庆正大软件职业技术学院（位于南泉）；
- 重庆工程职业技术学院巴南校区（该校区已经搬迁至重庆市江津区）。

巴南区内完全中学有（不完整）：
重庆市实验中学校
重庆市接龙中学校
重庆市渝南田家炳中学校
重庆市第十中学校
重庆市大江中学校
木洞中学
重庆市巴南中学校（原重庆市第三十四中学校）
重庆市清华中学校（原重庆市第九中学）